# حذف کیسه‌های پلاستیکی

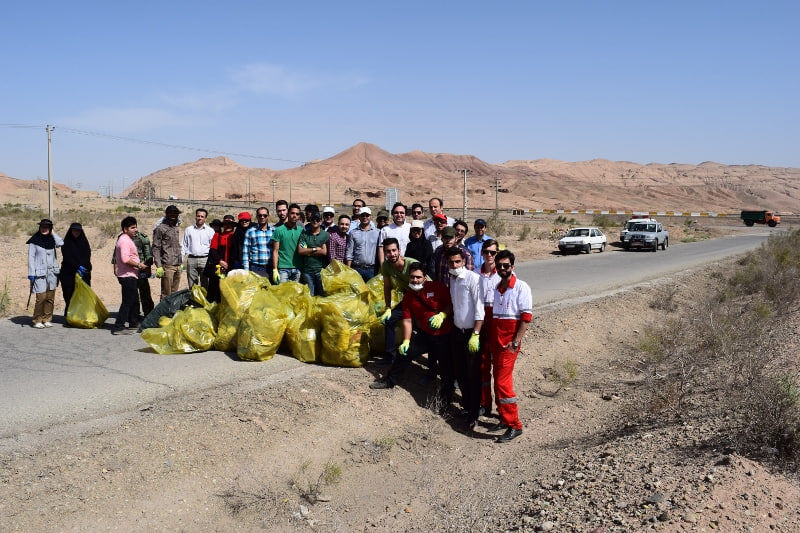
پروژه محیط زیستی ایران خانه پدری جهت کاهش مصرف کیسه های پلاستیک وجمع آوری کیسه های پلاستیکی رها شده در تقاطع اتوبان تهران گرمسار و محور گرمسار قم

ارائه کیسه‌های پلاستیکی یک بار مصرف توسط فروشگاه‌ها در بسیاری از کشورها انجام می‌شود. این کیسه‌ها از ماده‌ای به نام پلی اتیلن فشرده (high density polyethylene) تولید می‌شوند. این کیسه‌ها مشکلاتی از قبیل استفاده از منابع تجدید ناپذیر و مشکلات زیست‌محیطی ایجاد می‌کنند. یک خودرو می‌تواند حدود ۱۱ متر با نفتی که برای تولید یک کیسه پلاستیکی مصرف می‌شود، حرکت کند.
در سال ۲۰۰۲، در استرالیا حدود شش میلیارد کیسه پلاستیکی یک بار مصرف تولید شد. این عدد در ۲۰۰۴ به ۵٫۶ و در ۲۰۰۷ به ۳٫۹ میلیارد کاهش یافت. کیسه‌های پلاستیکی پرندگان را گیر می‌اندازند و باعث مرگ حیوانات اهلی می‌شوند. صندوق جهانی طبیعت تخمین زده که هر ساله بیش از ۱۰۰هزار وال، خوک آبی و لاک پشت در اثر گیر افتادن، یا با خوردن کیسه‌های پلاستیکی می‌میرند.
دولت‌های مختلفی در سراسر دنیا اقداماتی برای ممنوعیت استفاده از کیسه‌های پلاستیکی یا وضع مالیات بر فروشگاه‌ها یا جریمه کردن مشتریانی که از این کیسه‌ها استفاده می‌کنند، انجام داده‌اند. کشورهایی مانند آفریقای جنوبی، چین، تایوان و مقدونیه (یونان) استفاده از این کیسه‌ها را به کلی ممنوع کرده‌اند. در ایران نیز روز ۲۱ تیرماه به عنوان «روز خرید بدون کیسه نایلونی» با شعار «امروز یک کیسه پلاستیکی کمتر» نامگذاری شده‌است.

## پیشرفت‌های منطقه‌ای

### آفریقا
در کشور رواندا برای حفظ محیط زیست، استفاده از کیسه‌های پلاستیکی ممنوع است و این ممنوعیت، حتی شامل مسافران خارجی که وارد این کشور می‌شوند نیز می‌شود. کیسه‌های پلاستیکی همراه مسافران پس از ورود به خاک روندا ضبط و به مراکز بازیافت تحویل داده می‌شود.
در موریتانی، کنیا و تانزانیا تولید و واردات کیسه‌های پلاستیکی یک بار مصرف ممنوع شده‌است. در رواندا فروشگاه‌ها از ارائه این کیسه‌های پلاستیکی منع شده‌اند. در آفریقای جنوبی همه کیسه‌های پلاستیکی یک بار مصرف از ۲۰۰۳ ممنوع شده‌اند و بر کیسه‌های پلاستیکی ضخیم‌تر مالیات وضع شده‌ است. در اوگاندا هرچند از ۲۰۰۷ قوانینی در این مورد وضع شده، اما به دلیل عدم پیگیری دولت اثری نداشته‌ است.

### آسیا
در بنگلادش و هند این کیسه‌ها به دلیل اینکه باعث بسته شدن فاضلابها می‌شدند ممنوع شده‌اند. در هنگ کنگ و تایوان ارائه رایگان کیسه‌های پلاستیکی یک بار مصرف ممنوع شده‌ است. چین استفاده از این کیسه‌ها را از سال ۲۰۰۸ به دلیل مشکلاتی که در سیستم فاضلاب ایجاد می‌کرد و به دلیل تولید زباله به‌ طور کلی ممنوع کرده‌ است.

### اروپا
دانمارک، آلمان، ایرلند، ایتالیا و انگلستان محدودیت‌هایی برای استفاده از کیسه‌های پلاستیکی یک بار مصرف وضع کرده‌اند یا به‌ طور کلی آن‌ها را ممنوع کرده‌اند.

### آمریکا
ایالات متحده و کانادا برای استفاده از این کیسه‌ها محدودیت‌هایی وضع کرده‌اند. در مکزیک از سال ۲۰۱۰ فروشگاه‌هایی که این کیسه‌ها را به مشتریان خود ارائه می‌کنند جریمه می‌شوند.

## راه‌های جایگزین

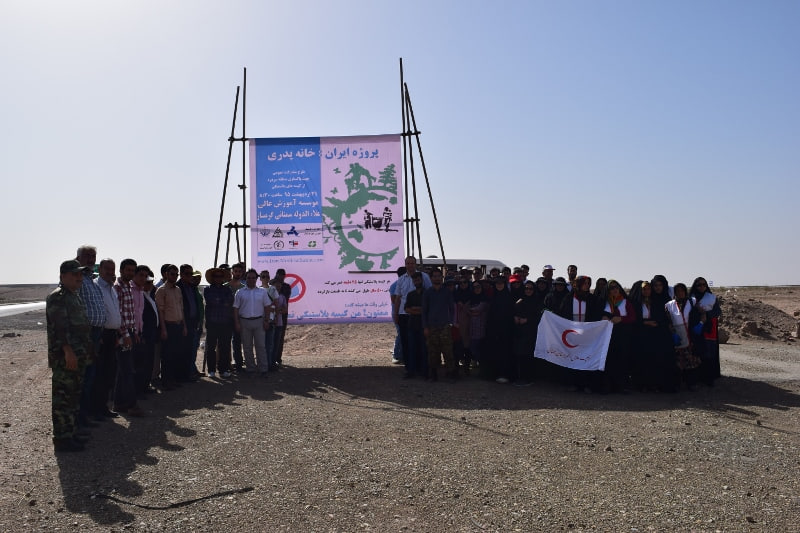
پروژه محیط زیستی ایران خانه پدری جهت کاهش مصرف کیسه های پلاستیک وجمع آوری کیسه های پلاستیکی رها شده در تقاطع اتوبان تهران گرمسار و محور گرمسار قم

اکثر کیسه‌های پلاستیکی یک بار مصرف از پلی اتیلن فشرده (high density polyethylene) یا HDPE تولید می‌شوند. یک راه حل جایگزین استفاده از پلی اتیلن با چگالی پایین (low density polyethylene) یا LDPE است. این کیسه‌ها ضخیم‌تر و قابل استفاده مجدد هستند. مشکل در گرانتر بودن کیسه‌های LDPE است. راه حل دیگر استفاده از مواد تجزیه پذیر یا biodegradable است که عموماً در طبیعت زودتر از HDPE تجزیه شیمیایی می‌شوند. یک نمونه مشهور از این موارد نشاسته ذرت (cornstarch)است.